# Густафссон, Оке Карл
Оке Карл Густафссон (швед. Carl Åke Torsten Gustafsson; 8 апреля 1908, Стокгольм — 14 ноября 1988) — шведский генетик.

## Биография
Родился Оке Густафссон 8 апреля 1908 года в Стокгольме. В 1930 году поступил в Лундский университет, который окончил в 1935 году. Администрация оставила дипломированного специалиста у себя — сразу же после успешного окончания университета, Оке Густаффсон был назначен на должность научного сотрудника и проработал вплоть до 1944 года. В 1944 году был избран директором Института генетики леса и проработал вплоть до 1968 года, в 1968 году возглавил Институт генетики при Лундском университете и проработал до 1973 года. Одновременно с этим, с 1940 года являлся координатором Шведской программы по мутагенезу растений.
Скончался Оке Густафссон в 1988 году.

## Научные работы
Основные научные работы посвящены изучению генетики древесных растений, апомиксиса у растений.
- Особенно широко изучал мутантные формы ячменя.

## Членство в обществах
- Член Датского королевского общества наук[уточнить]
- Член Леопольдины (1960)[1]
- Член Шведской королевской академии наук (1966)
- Иностранный член Национальной академии наук США (1967)[2]